# Tam thập thất bồ-đề phần
Tam thập thất bồ-đề phần (zh. 三十七菩提分, sa. saptatriṃśad bodhipāk-ṣikā dharmāḥ, pi. sattatiṃsa bodhipakkhiyādhammā) là ba mươi bảy thành phần hỗ trợ con đường giác ngộ, là những cách tu tập giúp hành giả đạt bồ-đề.
Có những cách gọi khác nhau như sau: Tam thập thất đạo phẩm (三十七道品), Tam thập thất chủng bồ-đề phần pháp (三十七種菩提分法), Tam thập thất bồ-đề phần pháp (三十七菩提分法), Tam thập thất giác chi (三十七覺支), Tam thập thất đạo phẩm (三十七道品), Tam thập thất trợ đạo phẩm (三十七助道品) hoặc 37 phẩm trợ đạo.
Tam thập thất bồ-đề phần bao gồm:
1. Tứ niệm xứ (四念處)
1. Quán Thân bao gồm sự tỉnh giác trong hơi thở, thở ra, thở vào (pi. ānāpānasati), cũng như tỉnh giác trong bốn dạng cơ bản của thân (đi, đứng, nằm, ngồi). Tỉnh giác trong mọi hoạt động của thân thể, quán sát 32 phần thân thể, quán sát yếu tố tạo thành thân cũng như quán tử thi.
2. Quán Thọ là nhận biết rõ những cảm giác, cảm xúc dấy lên trong tâm, biết chúng là dễ chịu, khó chịu hay trung tính, nhận biết chúng là thế gian hay xuất thế, biết tính vô thường của chúng.
3. Quán Tâm là chú ý đến các tâm pháp (ý nghĩ) đang hiện hành, biết nó là tham hay vô tham, sân hay vô sân, si hay vô si (Tâm sở).
4. Quán Pháp là biết rõ mọi pháp đều phụ thuộc lẫn nhau, đều Vô ngã, biết rõ Năm triền cái có hiện hành hay không, biết rõ con người chỉ là Ngũ uẩn đang hoạt động, biết rõ gốc hiện hành của các pháp và hiểu rõ Tứ diệu đế.

2. Tứ chính cần (四正勤):
1. Tinh tấn tránh làm các điều ác chưa sinh (sa. anutpannapāpakākuśaladharma);
2. Tinh tấn vượt qua những điều ác đã sinh (sa. utpanna-pāpakākuśala-dharma);
3. Tinh tấn phát huy các điều thiện đã có (sa. utpannakuśala-dharma), nhất là tu học Thất giác chi
4. Tinh tấn làm cho các điều thiện phát sinh (sa. anutpannakuśala-dharma).

3. Tứ thần túc (四神足), cũng gọi là Tứ như ý túc (四如意足):
1. Dục thần túc (zh. 欲神足, sa. chanda-ṛddhi-pāda), lòng tha thiết hoặc tập trung đạt được.
2. Cần thần túc (zh. 勤神足, sa. vīrya-ṛddhi-pāda), tâm tinh tiến chuyên cần.
3. Tâm thần túc (zh. 心神足, sa. citta-ṛddhi-pāda), ghi khắc kĩ những cấp đã đạt được;
4. Quán thần túc (zh. 觀神足, sa. mīmāṃsa-ṛddhi-pāda), thiền định, trạng thái thiền.

4. Ngũ căn (五根):
1. Tín căn (信根);
2. Tinh (tiến) căn (精根);
3. Niệm căn (念根);
4. Định căn (定根);
5. Huệ căn (慧 根).

5. Ngũ lực (五力):
1. Tín lực (zh. 信力);
2. Tinh tấn lực (zh. 精進力);
3. Niệm lực (zh. 念力);
4. Định lực (zh. 定力);
5. Huệ lực (zh. 慧力).

6. Thất giác chi (七覺支):
1. Trạch pháp (zh. 擇法, sa. dharmapravicaya), phân tích, biết phân biệt đúng sai,
2. Tinh tấn (zh. 精進, sa. vīrya);
3. Hỉ (zh. 喜, sa. prīti), tâm hoan hỉ;
4. Khinh an (zh. 輕安, sa. praśabdhi), tâm thức khinh an, sảng khoái;
5. Niệm (zh. 念, sa. smṛti), tỉnh giác.
6. Định (zh. 定, sa. samādhi), có sự tập trung lắng đọng.
7. Xả (zh. 捨, sa. upekṣā), lòng buông xả, không câu chấp.

7. Bát chính đạo (八聖道).
1. Chính kiến (zh. 正見, pi. sammā-diṭṭhi, sa. samyag-dṛṣṭi): Gìn giữ một quan niệm xác đáng về Tứ diệu đế và giáo lý vô ngã.
2. Chính tư duy (zh. 正思唯, pi. sammā-saṅkappa, sa. samyak-saṃkalpa): Suy nghĩ hay có một mục đích đúng đắn, suy xét về ý nghĩa của bốn chân lý một cách không sai lầm.
3. Chính ngữ (zh. 正語, pi. sammā-vācā, sa. samyag-vāc):Nói thiện nói lành xây dựng ích lợi chung vì người nghe tiến bộ. nói đúng khéo léo để người nghe dễ hiểu
4. Chính nghiệp (zh. 正業, pi. sammā-kammanta, sa. samyak-karmānta): Làm những việc lành thiện tạo ích lợi chung. không làm điều xấu ác.
5. Chính mạng (zh. 正命, pi. sammā-ājīva, sa. samyag-ājīva): giữ gìn thân thể trong sạch mạnh khỏe băng cách ăn uống, đủ chất. ăn uống do nghiệp lành, không do sát sinh tạo sân hận nghiệp ác gây nên. ngủ nghỉ chỗ trong sạch lành mạnh tránh chỗ ô nhiễm.
6. Chính tinh tấn (zh. 正精進, pi. sammā-vāyāma, sa. samyag-vyāyāma): Luôn luôn nhớ hàng ngày hàng giờ hàng phút viêc tu học, giữ giới luật để sao sát tiến bộ.
7. Chính niệm (zh. 正念, pi. sammā-sati, sa. samyag-smṛti): Tỉnh giác trên ba phương diện Thân, Khẩu, Ý;
8. Chính định (zh. 正定, pi. sammā-samādhi, sa. samyak-samādhi): Tập trung tâm ý đạt bốn định xuất thế gian (sa. arūpa-samādhi).

## 37 phẩm trợ đạo chứng đắc thánh đạo thánh quả trong Phật Giáo Nguyên Thủy[1]
Khi ấy, Đức-Thế-Tôn ngự đến giảng đường Upaṭṭhāna ngồi trên pháp tòa cao quý, truyền dạy chư tỳ-khưu- Tăng rằng:
– Này chư Tỳ-khưu! Chánh-pháp mà Như-Lai đã thuyết giảng để chứng ngộ chân-lý tứ Thánh-đế, chứng đắc 4 Thánh-đạo, 4 Thánh-quả, Niết-bàn, các con nên học hỏi, hiểu biết rõ, rồi nên thực-hành, thường thực- hành chánh-pháp ấy, để chứng ngộ chân-lý tứ Thánh-đế, chứng đắc 4 Thánh-đạo, 4 Thánh-quả, Niết-bàn, để duy trì phạm-hạnh cao thượng, để chánh-pháp được trường tồn lâu dài, để đem lại sự lợi ích, sự tiến hóa, sự an-lạc lâu dài cho phần đông chúng-sinh, để đem lại sự lợi ích, sự tiến hóa, sự an-lạc lâu dài cho chư-thiên và nhân-loại.
– Này chư Tỳ-khưu! Chánh-pháp mà Như-Lai đã thuyết giảng, để chứng ngộ chân-lý tứ Thánh-đế, chứng đắc 4 Thánh-đạo, 4 Thánh-quả, Niết-bàn, đó là:
4 pháp niệm-xứ (satipaṭṭhāna):
1) Thân niệm-xứ.
2) Thọ niệm-xứ.
3) Tâm niệm-xứ.
4) Pháp niệm-xứ.

### 4 pháp tinh-tấn (samappadhāna)
– Tinh-tấn ngăn các ác-pháp chưa phát sinh, không cho phát sinh.
– Tinh-tấn diệt ác-pháp đã phát sinh.
– Tinh-tấn làm cho thiện-pháp phát sinh.
– Tinh-tấn làm tăng trưởng thiện-pháp đã phát sinh.

### 4 pháp thành-tựu (iddhipāda)
– Thành-tựu do hài-lòng.
– Thành-tựu do tinh-tấn.
– Thành-tựu do quyết-tâm.
– Thành-tựu do trí-tuệ.

### 5 pháp-chủ (indriya)
1) Tín-pháp-chủ.
2) Tấn-pháp-chủ.
3) Niệm-pháp-chủ.
4) Định-pháp-chủ.
5) Tuệ-pháp-chủ.

### 5 pháp-lực (bala)
1) Tín-pháp-lực.
2) Tấn-pháp-lực.
3) Niệm-pháp-lực.
4) Định-pháp-lự.
5) Tuệ-pháp-lực.

### 7 pháp giác-chi (bojjhaṅga)
1) Niệm giác-chi.
2) Phân-tích giác-chi.
3) Tinh-tấn giác-chi.
4) Hỷ giác-chi.
5) Tịnh giác-chi.
6) Định giác-chi.
7) Xả giác-chi.

### 8 pháp chánh-đạo (magga)
1) Chánh-kiến.
2) Chánh-tư-duy.
3) Chánh-ngữ.
4) Chánh-nghiệp.
5) Chánh-mạng.
6) Chánh-tinh-tấn.
7) Chánh-niệm.
8) Chánh-định.
– Này chư Tỳ-khưu! Các chánh-pháp ấy Như-Lai đã thuyết giảng đến các con, để chứng ngộ chân-lý tứ Thánh- đế, chứng đắc 4 Thánh-đạo, 4 Thánh-quả, Niết-bàn.
– Này chư Tỳ-khưu! Bây giờ Như-Lai nhắc nhở các con rằng:
"Tất cả các pháp-hữu-vi (sắc-pháp, danh-pháp) có sự diệt là thường, các con nên cố gắng tinh-tấn hoàn thành mọi phận sự tứ Thánh-đế bằng pháp không dể duôi, thực-hành pháp-hành tứ niệm-xứ."
Thời gian không còn lâu, Như-Lai sẽ tịch diệt Niết- bàn. Kể từ hôm nay chỉ còn lại ba tháng nữa mà thôi, Như-Lai sẽ tịch diệt Niết-bàn.
Tiếp theo Đức-Thế-Tôn dạy bài kệ:
"Paripakko vayo mayhaṃ, parittaṃ mama jīvitaṃ.
Pahāya vo gamissāmi, kataṃ me saraṇamattano.
Appamattā satīmanto, susīlā hotha bhikkhavo.
Susamāhitasaṅkappā, sacittamanurakkhatha.
Yo imasmiṃ dhammavinaye, appamatto vihassati.
Pahāya jātisaṃsāraṃ, dukkhassaṅtaṃ karissati."(1)
– Này chư Tỳ-khưu! Tuổi của Như-Lai đã già rồi. Mạng sống của Như-Lai còn ít, Như-Lai sẽ vĩnh biệt các con. Như-Lai sẽ tịch diệt Niết-bàn, Là nơi nương nhờ của chính mình.
– Này chư Tỳ-khưu thật đáng thương!
Các con là người không dể duôi,
Có giới hạnh trong sạch đầy đủ,
Luôn có chánh-niệm và tỉnh-giác,
Có định-tâm, tư-duy đúng đắn,
Cẩn trọng giữ gìn tâm của mình.
Người nào sống trong pháp luật này,
Không dể duôi, luôn có chánh-niệm,
Chứng ngộ Niết-bàn, pháp diệt khổ,
Người ấy diệt tử sinh luân-hồi.